# Johanna Elisabeth Weydmüller
Johanna Elisabeth Weydmüller (auch: Weidmüller; geborene Krüger; * 1725 in Sorau, Niederlausitz; † 2. März 1807 in Dresden) war eine Malerin des 18. Jahrhunderts in Sachsen. Sie malte Porträts, Genre, Tierstücke, Früchte und vor allem Blumenstücke hinter Glas und erlangte damit eine gewisse Bekanntheit. Eines ihrer Gemälde gehört zur Sammlung der Alten Pinakothek in München.

## Leben
Johanna Elisabeth Krüger wurde als Tochter des Hofmalers beim Grafen von Promnitz in 1725 in Sorau (heute: Żary) geboren. Sie lernte von ihrem Vater die Technik der Hinterglasmalerei und ging ab 1749 nach Dresden, wo sie einer Darstellung Joseph Friedrich von Racknitz’ 1811 zufolge „nur zu ihrem Vergnügen malte, ohne sonderlich bekannt zu werden“. 1757 zog sie zurück in ihren Heimatort in die Niederlausitz. Nach dem Siebenjährigen Krieg (1756–1763) verheiratete sie sich mit dem pensionierten kursächsischen Leutnant Friedrich August Weidmüller. Da (wieder Racknitz zufolge) die Pension des Ehemanns nicht für den Lebensunterhalt ausreichte, versuchte Weydmüller einige ihrer Gemälde ab 1768 in Dresden am kurfürstlichen Hof zu vermarkten, was ihr auch gelang – sie erhielt eine Festanstellung. Weydmüller unterrichtete die Familie des Kurfürsten in Zeichnen und Malen und reiste mit dem Hof, unter anderem nach München und Mannheim, wo ihre Arbeiten ebenfalls Anklang fanden und in den Galerien ausgestellt wurden. Auch in der Dresdner Gemäldegalerie seien zahlreiche Arbeiten von ihr gezeigt worden. Seit 1771 war sie Mitglied der Dresdner Akademie.
Weydmüller starb als Witwe, 1807 in Dresden.